# داود إبراهيم (دراج)
داود إبراهيم هو دراج ماليزي، ولد في 20 أبريل 1947، وتوفي في 11 نوفمبر 2010.

## وصلات خارجية
- داود إبراهيم على موقع إحصائيات الدراجات الإحترافية (الإنجليزية)
- داود إبراهيم على موقع أوليمبيديا (الإنجليزية)